# مجلس الذخائر

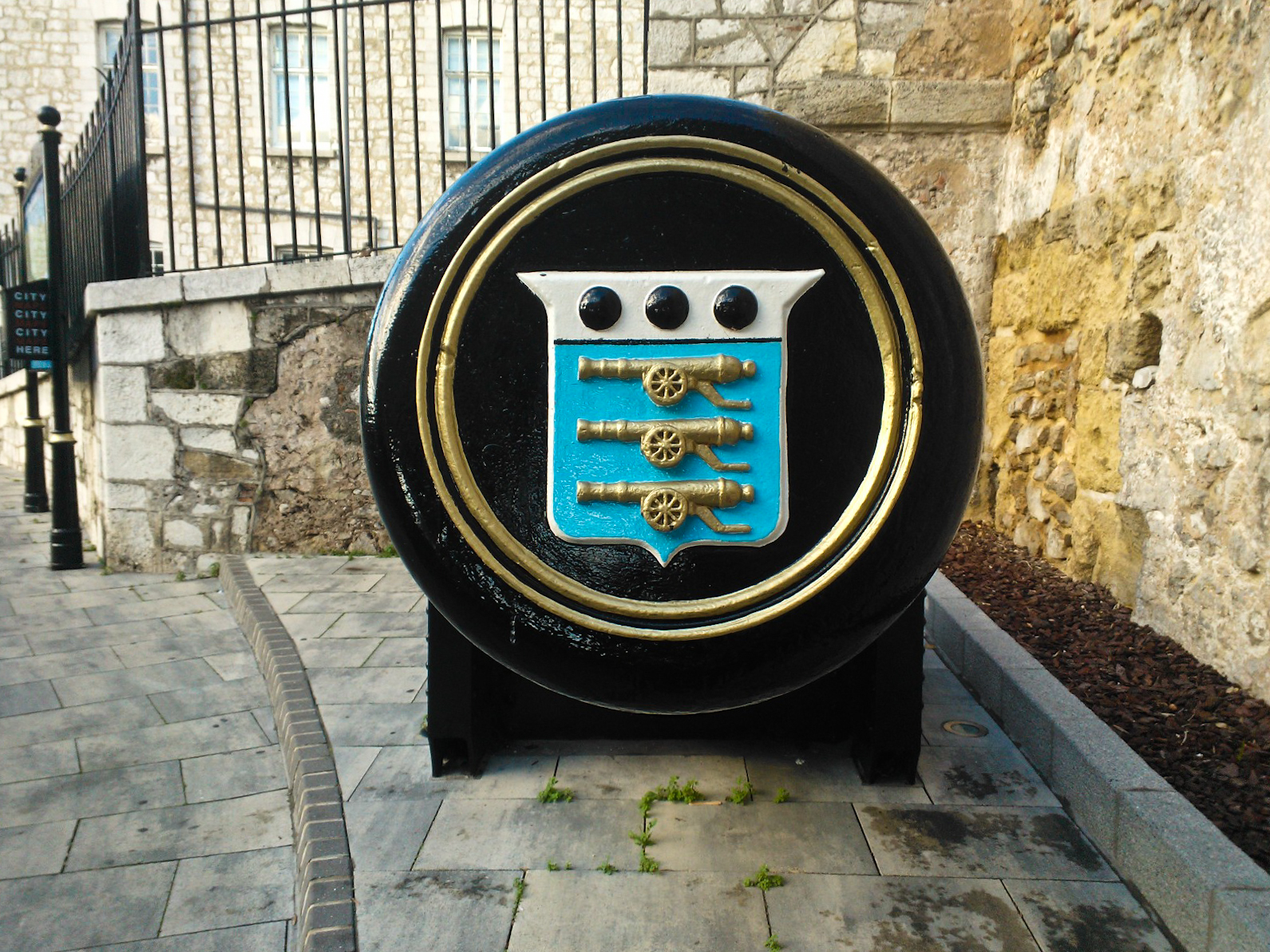
درع مجلس الذخائر في جبل طارق

مجلس الذخائر هو مجلس حكومي بريطاني قديم. أنشئت في عصر تيودور وكان مقره في برج لندن. كانت مسؤولياته الأساسية هي «العمل على صون الأراضي والمستودعات والحصون اللازمة للدفاع عن المملكة وممتلكاتها في الخارج، وتوريد الذخيرة والمعدات للجيش والبحرية». قام المجلس أيضًا بصيانة وإدامة سلاح المدفعية والهندسة، الذي تأسس في القرن الثامن عشر. بحلول القرن التاسع عشر، كان مجلس الذخائر في المرتبة الثانية في الحجم بعد الخزانة الملكية بين الدوائر الحكومية. استمر المجلس حتى عام 1855 م، حتى حُل بسبب أداءه الضعيف في القرم.